# Lista över fornlämningar i Gotlands kommun (Stenkumla)
Lista över fornlämningar i Gotlands kommun (Stenkumla) är en förteckning av ett urval av de fornlämningar som finns i Stenkumla i Gotlands kommun.
| Namn                         | Lämningstyp                      | Tillkomsttid | Historisk indelning | Plats | Läge                 | ID-nr          | Bild                                      |
| ---------------------------- | -------------------------------- | ------------ | ------------------- | ----- | -------------------- | -------------- | ----------------------------------------- |
| Stenkumla 2:1                | Stensättning                     |              | Stenkumla, Gotland  |       | 57.553539, 18.283449 | 10096500020001 | Ladda upp en bild av detta fornminne      |
| Stenkumla 2:2                | Stensättning                     |              | Stenkumla, Gotland  |       | 57.553567, 18.283136 | 10096500020002 | Ladda upp en bild av detta fornminne      |
| Stenkumla 2:3                | Stensättning                     |              | Stenkumla, Gotland  |       | 57.553626, 18.282986 | 10096500020003 | Ladda upp en bild av detta fornminne      |
| Stenkumla 4:1                | Gravfält                         |              | Stenkumla, Gotland  |       | 57.547753, 18.265915 | 10096500040001 | Ladda upp en till bild av detta fornminne |
| Stenkumla 7:1                | Husgrund, förhistorisk/medeltida |              | Stenkumla, Gotland  |       | 57.545170, 18.273021 | 10096500070001 | Ladda upp en bild av detta fornminne      |
| Stenkumla 7:2                | Husgrund, förhistorisk/medeltida |              | Stenkumla, Gotland  |       | 57.544985, 18.272725 | 10096500070002 | Ladda upp en bild av detta fornminne      |
| Stenkumla 7:3                | Husgrund, förhistorisk/medeltida |              | Stenkumla, Gotland  |       | 57.545056, 18.272110 | 10096500070003 | Ladda upp en bild av detta fornminne      |
| Stenkumla 8:1                | Stensättning                     |              | Stenkumla, Gotland  |       | 57.546127, 18.267170 | 10096500080001 | Ladda upp en bild av detta fornminne      |
| Stenkumla 9:1                | Stensättning                     |              | Stenkumla, Gotland  |       | 57.543972, 18.265652 | 10096500090001 | Ladda upp en bild av detta fornminne      |
| Stenkumla 9:2                | Stensättning                     |              | Stenkumla, Gotland  |       | 57.544077, 18.265928 | 10096500090002 | Ladda upp en bild av detta fornminne      |
| Stenkumla 12:1               | Hög                              |              | Stenkumla, Gotland  |       | 57.536489, 18.249562 | 10096500120001 | Ladda upp en bild av detta fornminne      |
| Stenkumla 14:1               | Husgrund, förhistorisk/medeltida |              | Stenkumla, Gotland  |       | 57.529276, 18.241779 | 10096500140001 | Ladda upp en bild av detta fornminne      |
| Stenkumla 14:2               | Husgrund, förhistorisk/medeltida |              | Stenkumla, Gotland  |       | 57.529020, 18.241328 | 10096500140002 | Ladda upp en bild av detta fornminne      |
| Stenkumla 14:3               | Husgrund, förhistorisk/medeltida |              | Stenkumla, Gotland  |       | 57.528826, 18.241765 | 10096500140003 | Ladda upp en bild av detta fornminne      |
| Stenkumla 14:4               | Husgrund, förhistorisk/medeltida |              | Stenkumla, Gotland  |       | 57.528688, 18.242317 | 10096500140004 | Ladda upp en bild av detta fornminne      |
| Stenkumla 16:1               | Gravfält                         |              | Stenkumla, Gotland  |       | 57.546377, 18.264339 | 10096500160001 | Ladda upp en bild av detta fornminne      |
| Stenkumla 22:1               | Stensättning                     |              | Stenkumla, Gotland  |       | 57.542453, 18.229126 | 10096500220001 | Ladda upp en bild av detta fornminne      |
| Stenkumla 24:1               | Gravfält                         |              | Stenkumla, Gotland  |       | 57.532357, 18.244605 | 10096500240001 | Ladda upp en bild av detta fornminne      |
| Sättingstol (Stenkumla 26:1) | Stensättning                     |              | Stenkumla, Gotland  |       | 57.530971, 18.232844 | 10096500260001 | Ladda upp en bild av detta fornminne      |
| Stenkumla 29:1               | Husgrund, förhistorisk/medeltida |              | Stenkumla, Gotland  |       | 57.519767, 18.242306 | 10096500290001 | Ladda upp en bild av detta fornminne      |
| Stenkumla 30:1               | Husgrund, förhistorisk/medeltida |              | Stenkumla, Gotland  |       | 57.518758, 18.243427 | 10096500300001 | Ladda upp en bild av detta fornminne      |
| Stenkumla 32:1               | Husgrund, förhistorisk/medeltida |              | Stenkumla, Gotland  |       | 57.523589, 18.240374 | 10096500320001 | Ladda upp en bild av detta fornminne      |
| Stenkumla 38:1               | Fornborg                         |              | Stenkumla, Gotland  |       | 57.523852, 18.222970 | 10096500380001 | Ladda upp en bild av detta fornminne      |
| Stenkumla 38:2               | Stensättning                     |              | Stenkumla, Gotland  |       | 57.523568, 18.222605 | 10096500380002 | Ladda upp en bild av detta fornminne      |
| Stenkumla 38:3               | Stensättning                     |              | Stenkumla, Gotland  |       | 57.523562, 18.222892 | 10096500380003 | Ladda upp en bild av detta fornminne      |
| Stenkumla 38:4               | Stensättning                     |              | Stenkumla, Gotland  |       | 57.523550, 18.223121 | 10096500380004 | Ladda upp en bild av detta fornminne      |
| Stenkumla 39:1               | Stensättning                     |              | Stenkumla, Gotland  |       | 57.524144, 18.221746 | 10096500390001 | Ladda upp en bild av detta fornminne      |
| Stenkumla 39:2               | Stensättning                     |              | Stenkumla, Gotland  |       | 57.523740, 18.222160 | 10096500390002 | Ladda upp en bild av detta fornminne      |
| Stenkumla 39:3               | Stensättning                     |              | Stenkumla, Gotland  |       | 57.523661, 18.222022 | 10096500390003 | Ladda upp en bild av detta fornminne      |
| Stenkumla 40:1               | Stensättning                     |              | Stenkumla, Gotland  |       | 57.524977, 18.221713 | 10096500400001 | Ladda upp en bild av detta fornminne      |
| Stenkumla 42:1               | Stensättning                     |              | Stenkumla, Gotland  |       | 57.538255, 18.233899 | 10096500420001 | Ladda upp en bild av detta fornminne      |
| Stenkumla 44:1               | Stensättning                     |              | Stenkumla, Gotland  |       | 57.547322, 18.239452 | 10096500440001 | Ladda upp en bild av detta fornminne      |
| Stenkumla 45:1               | Gravfält                         |              | Stenkumla, Gotland  |       | 57.544381, 18.242874 | 10096500450001 | Ladda upp en bild av detta fornminne      |
| Stenkumla 46:1               | Husgrund, förhistorisk/medeltida |              | Stenkumla, Gotland  |       | 57.543557, 18.218762 | 11000000002553 | Ladda upp en bild av detta fornminne      |
| Stenkumla 46:2               | Husgrund, förhistorisk/medeltida |              | Stenkumla, Gotland  |       | 57.543877, 18.218990 | 11000000002554 | Ladda upp en bild av detta fornminne      |
| Stenkumla 46:3               | Husgrund, förhistorisk/medeltida |              | Stenkumla, Gotland  |       | 57.543850, 18.218462 | 11000000002555 | Ladda upp en bild av detta fornminne      |
| Stenkumla 47:1               | Husgrund, förhistorisk/medeltida |              | Stenkumla, Gotland  |       | 57.543863, 18.216566 | 10096500470001 | Ladda upp en bild av detta fornminne      |
| Stenkumla 47:2               | Husgrund, förhistorisk/medeltida |              | Stenkumla, Gotland  |       | 57.543706, 18.216288 | 10096500470002 | Ladda upp en bild av detta fornminne      |
| Stenkumla 47:3               | Husgrund, förhistorisk/medeltida |              | Stenkumla, Gotland  |       | 57.543925, 18.216251 | 10096500470003 | Ladda upp en bild av detta fornminne      |
| Stenkumla 55:1               | Stensättning                     |              | Stenkumla, Gotland  |       | 57.534933, 18.212316 | 10096500550001 | Ladda upp en bild av detta fornminne      |
| Stenkumla 58:1               | Stensättning                     |              | Stenkumla, Gotland  |       | 57.561181, 18.216345 | 10096500580001 | Ladda upp en bild av detta fornminne      |
| Stenkumla 58:2               | Stensättning                     |              | Stenkumla, Gotland  |       | 57.561148, 18.216044 | 10096500580002 | Ladda upp en bild av detta fornminne      |
| Stenkumla 59:1               | Gravfält                         |              | Stenkumla, Gotland  |       | 57.557980, 18.217238 | 10096500590001 | Ladda upp en bild av detta fornminne      |
| Stenkumla 60:1               | Hällristning                     |              | Stenkumla, Gotland  |       | 57.570348, 18.214779 | 11100000001360 | Ladda upp en bild av detta fornminne      |
| Stenkumla 61:1               | Stensättning                     |              | Stenkumla, Gotland  |       | 57.567671, 18.214651 | 10096500610001 | Ladda upp en bild av detta fornminne      |
| Stenkumla 62:1               | Gravfält                         |              | Stenkumla, Gotland  |       | 57.567016, 18.214127 | 10096500620001 | Ladda upp en bild av detta fornminne      |
| Stenkumla 63:1               | Gravfält                         |              | Stenkumla, Gotland  |       | 57.565554, 18.214909 | 10096500630001 | Ladda upp en bild av detta fornminne      |
| Stenkumla 64:1               | Gravfält                         |              | Stenkumla, Gotland  |       | 57.562199, 18.213467 | 10096500640001 | Ladda upp en bild av detta fornminne      |
| Stenkumla 67:1               | Bildristning                     |              | Stenkumla, Gotland  |       | 57.562181, 18.230621 | 10096500670001 | Ladda upp en till bild av detta fornminne |
| Stenkumla 68:1               | Hällristning                     |              | Stenkumla, Gotland  |       | 57.562639, 18.229542 | 11100000001362 | Ladda upp en bild av detta fornminne      |
| Stenkumla 69:1               | Bildristning                     |              | Stenkumla, Gotland  |       | 57.563944, 18.230308 | 10096500690001 | Ladda upp en till bild av detta fornminne |
| Stenkumla 70:1               | Gravfält                         |              | Stenkumla, Gotland  |       | 57.564708, 18.230890 | 10096500700001 | Ladda upp en bild av detta fornminne      |
| Stenkumla 71:1               | Husgrund, förhistorisk/medeltida |              | Stenkumla, Gotland  |       | 57.565574, 18.230611 | 10096500710001 | Ladda upp en bild av detta fornminne      |
| Stenkumla 71:2               | Husgrund, förhistorisk/medeltida |              | Stenkumla, Gotland  |       | 57.566166, 18.231011 | 10096500710002 | Ladda upp en bild av detta fornminne      |
| Stenkumla 71:3               | Husgrund, förhistorisk/medeltida |              | Stenkumla, Gotland  |       | 57.566167, 18.230109 | 10096500710003 | Ladda upp en bild av detta fornminne      |
| Stenkumla 76:1               | Stensättning                     |              | Stenkumla, Gotland  |       | 57.554289, 18.232902 | 10096500760001 | Ladda upp en bild av detta fornminne      |
| Stenkumla 77:1               | Röse                             |              | Stenkumla, Gotland  |       | 57.551124, 18.236257 | 10096500770001 | Ladda upp en bild av detta fornminne      |
| Stenkumla 81:1               | Gravfält                         |              | Stenkumla, Gotland  |       | 57.553379, 18.216076 | 10096500810001 | Ladda upp en bild av detta fornminne      |
| Stenkumla 82:1               | Stensättning                     |              | Stenkumla, Gotland  |       | 57.552039, 18.215841 | 10096500820001 | Ladda upp en bild av detta fornminne      |
| Stenkumla 83:1               | Gravfält                         |              | Stenkumla, Gotland  |       | 57.551167, 18.214564 | 10096500830001 | Ladda upp en bild av detta fornminne      |
| Stenkumla 85:1               | Stensättning                     |              | Stenkumla, Gotland  |       | 57.529722, 18.261886 | 10096500850001 | Ladda upp en bild av detta fornminne      |
| Stenkumla 85:2               | Stensättning                     |              | Stenkumla, Gotland  |       | 57.529553, 18.261801 | 10096500850002 | Ladda upp en bild av detta fornminne      |
| Stenkumla 87:1               | Stensättning                     |              | Stenkumla, Gotland  |       | 57.530539, 18.261023 | 10096500870001 | Ladda upp en bild av detta fornminne      |
| Stenkumla 87:2               | Stensättning                     |              | Stenkumla, Gotland  |       | 57.530481, 18.261179 | 10096500870002 | Ladda upp en bild av detta fornminne      |
| Stenkumla 87:3               | Stensättning                     |              | Stenkumla, Gotland  |       | 57.530323, 18.261635 | 10096500870003 | Ladda upp en bild av detta fornminne      |
| Stenkumla 87:4               | Stensättning                     |              | Stenkumla, Gotland  |       | 57.530418, 18.261612 | 10096500870004 | Ladda upp en bild av detta fornminne      |
| Stenkumla 88:1               | Stensättning                     |              | Stenkumla, Gotland  |       | 57.525810, 18.223474 | 10096500880001 | Ladda upp en bild av detta fornminne      |
| Stenkumla 94:3               | Stensättning                     |              | Stenkumla, Gotland  |       | 57.531602, 18.242860 | 10096500940003 | Ladda upp en bild av detta fornminne      |
| Stenkumla 95:1               | Stensättning                     |              | Stenkumla, Gotland  |       | 57.522247, 18.222689 | 10096500950001 | Ladda upp en bild av detta fornminne      |
| Stenkumla 95:2               | Stensättning                     |              | Stenkumla, Gotland  |       | 57.522167, 18.222890 | 10096500950002 | Ladda upp en bild av detta fornminne      |
| Stenkumla 95:3               | Stensättning                     |              | Stenkumla, Gotland  |       | 57.522039, 18.222966 | 10096500950003 | Ladda upp en bild av detta fornminne      |
| Stenkumla 96:1               | Stenkrets                        |              | Stenkumla, Gotland  |       | 57.524498, 18.221684 | 10096500960001 | Ladda upp en bild av detta fornminne      |
| Stenkumla 96:2               | Stensättning                     |              | Stenkumla, Gotland  |       | 57.524235, 18.222293 | 10096500960002 | Ladda upp en bild av detta fornminne      |
| Stenkumla 97:1               | Stensättning                     |              | Stenkumla, Gotland  |       | 57.523062, 18.222376 | 10096500970001 | Ladda upp en bild av detta fornminne      |
| Stenkumla 97:2               | Stensättning                     |              | Stenkumla, Gotland  |       | 57.523058, 18.222189 | 10096500970002 | Ladda upp en bild av detta fornminne      |
| Stenkumla 103:1              | Gravfält                         |              | Stenkumla, Gotland  |       | 57.566673, 18.231927 | 10096501030001 | Ladda upp en bild av detta fornminne      |
| Stenkumla 108:1              | Stensättning                     |              | Stenkumla, Gotland  |       | 57.556271, 18.216096 | 10096501080001 | Ladda upp en bild av detta fornminne      |
| Stenkumla 108:2              | Stensättning                     |              | Stenkumla, Gotland  |       | 57.556376, 18.216130 | 10096501080002 | Ladda upp en bild av detta fornminne      |
| Stenkumla 108:3              | Stensättning                     |              | Stenkumla, Gotland  |       | 57.556308, 18.216248 | 10096501080003 | Ladda upp en bild av detta fornminne      |
| Stenkumla 109:1              | Stensättning                     |              | Stenkumla, Gotland  |       | 57.554393, 18.210486 | 10096501090001 | Ladda upp en bild av detta fornminne      |
| Stenkumla 110:1              | Stensättning                     |              | Stenkumla, Gotland  |       | 57.555022, 18.215016 | 10096501100001 | Ladda upp en bild av detta fornminne      |
| Stenkumla 110:2              | Stensättning                     |              | Stenkumla, Gotland  |       | 57.555186, 18.215007 | 10096501100002 | Ladda upp en bild av detta fornminne      |
| Stenkumla 111:2              | Röse                             |              | Stenkumla, Gotland  |       | 57.555551, 18.204217 | 10096501110002 | Ladda upp en bild av detta fornminne      |
| Stenkumla 125:1              | Stensättning                     |              | Stenkumla, Gotland  |       | 57.556584, 18.247261 | 10096501250001 | Ladda upp en bild av detta fornminne      |
| Stenkumla 127:1              | Gravfält                         |              | Stenkumla, Gotland  |       | 57.551605, 18.250694 | 10096501270001 | Ladda upp en bild av detta fornminne      |
| Stenkumla 139:1              | Röse                             |              | Stenkumla, Gotland  |       | 57.570070, 18.231703 | 10096501390001 | Ladda upp en bild av detta fornminne      |
| Stenkumla 139:2              | Stensättning                     |              | Stenkumla, Gotland  |       | 57.569861, 18.231833 | 10096501390002 | Ladda upp en bild av detta fornminne      |
| Stenkumla 160:1              | Stensättning                     |              | Stenkumla, Gotland  |       | 57.535454, 18.210822 | 10096501600001 | Ladda upp en bild av detta fornminne      |
| Stenkumla 160:2              | Stensättning                     |              | Stenkumla, Gotland  |       | 57.535396, 18.211051 | 10096501600002 | Ladda upp en bild av detta fornminne      |
| Stenkumla 163:1              | Röse                             |              | Stenkumla, Gotland  |       | 57.542538, 18.234019 | 10096501630001 | Ladda upp en bild av detta fornminne      |
| Stenkumla 169:1              | Husgrund, historisk tid          |              | Stenkumla, Gotland  |       | 57.545341, 18.241508 | 10096501690001 | Ladda upp en bild av detta fornminne      |
| Stenkumla 169:2              | Husgrund, historisk tid          |              | Stenkumla, Gotland  |       | 57.545173, 18.241075 | 10096501690002 | Ladda upp en bild av detta fornminne      |
| Stenkumla 172:1              | Stensättning                     |              | Stenkumla, Gotland  |       | 57.569843, 18.214800 | 10096501720001 | Ladda upp en bild av detta fornminne      |
| Stenkumla 172:2              | Stensättning                     |              | Stenkumla, Gotland  |       | 57.569739, 18.214842 | 10096501720002 | Ladda upp en bild av detta fornminne      |
| Stenkumla 173:1              | Stensättning                     |              | Stenkumla, Gotland  |       | 57.560992, 18.214434 | 10096501730001 | Ladda upp en bild av detta fornminne      |
| Stenkumla 173:2              | Stensättning                     |              | Stenkumla, Gotland  |       | 57.560522, 18.214467 | 10096501730002 | Ladda upp en bild av detta fornminne      |
| Stenkumla 173:3              | Stensättning                     |              | Stenkumla, Gotland  |       | 57.560899, 18.213579 | 10096501730003 | Ladda upp en bild av detta fornminne      |
| Stenkumla 179:1              | Gravfält                         |              | Stenkumla, Gotland  |       | 57.558367, 18.281962 | 10096501790001 | Ladda upp en bild av detta fornminne      |
| Stenkumla 182:1              | Stensättning                     |              | Stenkumla, Gotland  |       | 57.558125, 18.278789 | 10096501820001 | Ladda upp en bild av detta fornminne      |
| Stenkumla 184:1              | Stensättning                     |              | Stenkumla, Gotland  |       | 57.551906, 18.276893 | 10096501840001 | Ladda upp en bild av detta fornminne      |
| Stenkumla 185:1              | Stensättning                     |              | Stenkumla, Gotland  |       | 57.554553, 18.270835 | 10096501850001 | Ladda upp en bild av detta fornminne      |
| Stenkumla 190:1              | Stensättning                     |              | Stenkumla, Gotland  |       | 57.557188, 18.247552 | 10096501900001 | Ladda upp en bild av detta fornminne      |
| Stenkumla 197:1              | Stensättning                     |              | Stenkumla, Gotland  |       | 57.550785, 18.268595 | 10096501970001 | Ladda upp en bild av detta fornminne      |
| Stenkumla 199:1              | Kvarn                            |              | Stenkumla, Gotland  |       | 57.543376, 18.265213 | 10096501990001 | Ladda upp en till bild av detta fornminne |
| Stenkumla 200:1              | Runristning                      |              | Stenkumla, Gotland  |       | 57.547685, 18.268404 | 10096502000001 | Ladda upp en bild av detta fornminne      |
| Stenkumla 200:2              | Runristning                      |              | Stenkumla, Gotland  |       | 57.547685, 18.268404 | 10096502000002 | Ladda upp en till bild av detta fornminne |
| Stenkumla 207:1              | Husgrund, förhistorisk/medeltida |              | Stenkumla, Gotland  |       | 57.519572, 18.243586 | 10096502070001 | Ladda upp en bild av detta fornminne      |
| Stenkumla 209:1              | Gravfält                         |              | Stenkumla, Gotland  |       | 57.509111, 18.243840 | 10096502090001 | Ladda upp en bild av detta fornminne      |